# Echo Bay Marine Park
Echo Bay Marine Park är en park i Kanada.   Den ligger i Regional District of Mount Waddington och provinsen British Columbia, i den sydvästra delen av landet, 3 700 km väster om huvudstaden Ottawa. Echo Bay Marine Park ligger 30 meter över havet.
Terrängen runt Echo Bay Marine Park är kuperad. Havet är nära Echo Bay Marine Park åt nordväst. Trakten runt Echo Bay Marine Park är nära nog obefolkad, med mindre än två invånare per kvadratkilometer.. 